# Centre històric de Nàpols
El centre històric de Nàpols és un espai urbà antic influenciat per les diferents cultures que l'han ocupat successivament i que van deixar la seua marca en l'arquitectura i el disseny urbà napolità. Fou declarat Patrimoni de la Humanitat per la Unesco el 1995.

## Descripció

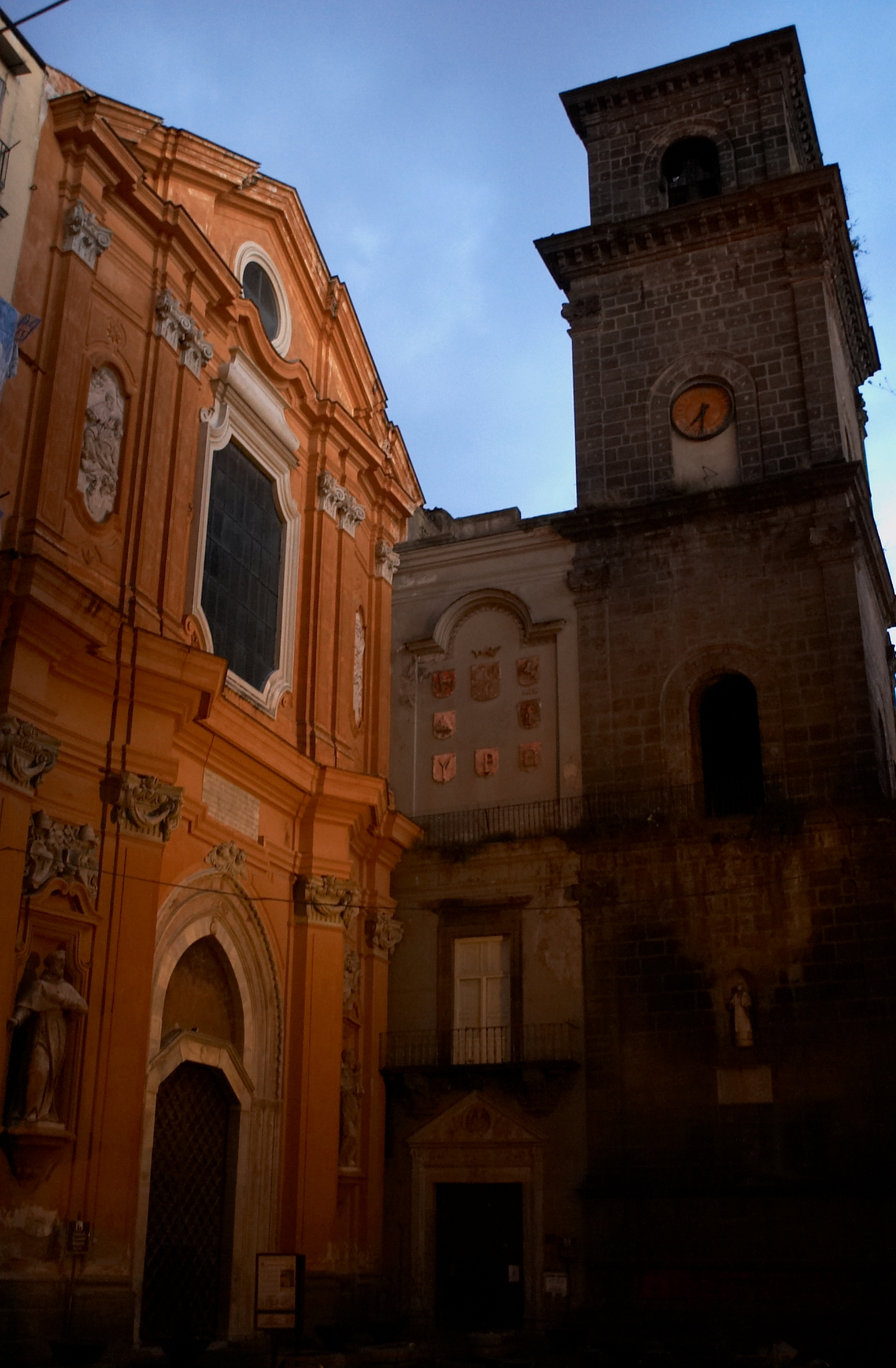
Basílica de San Lorenzo Maggiore

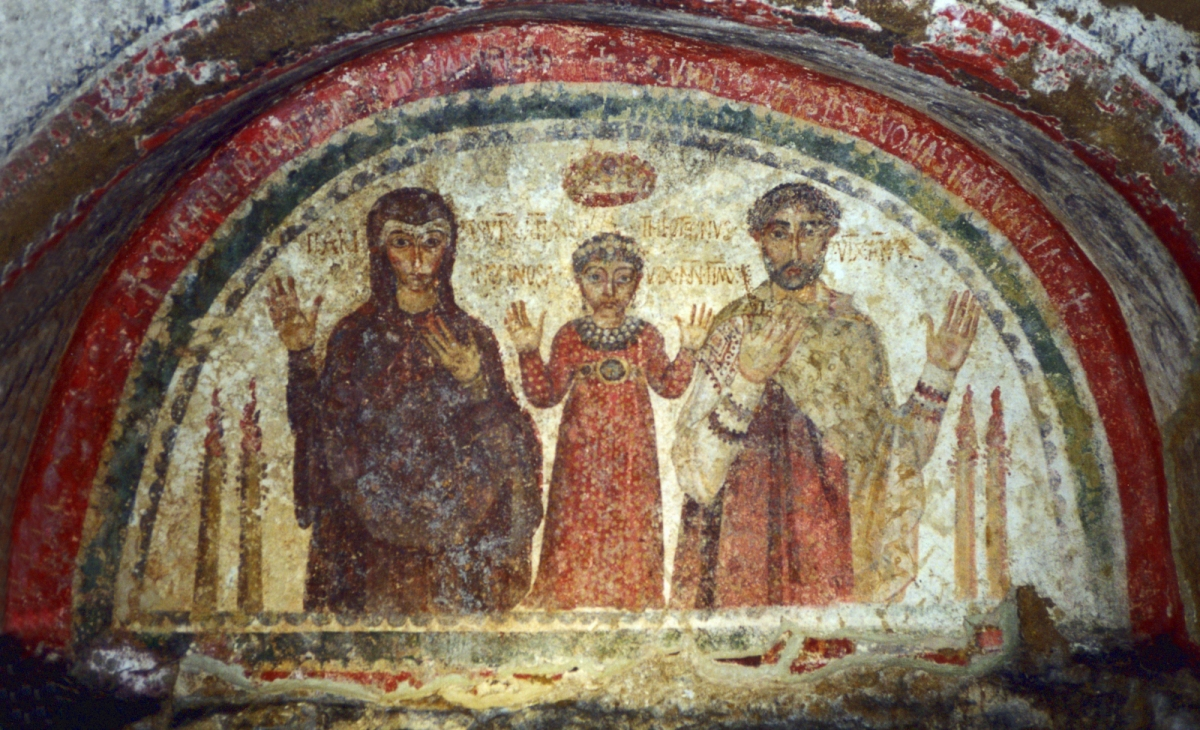
Fresc de les catacumbes de San Gennaro

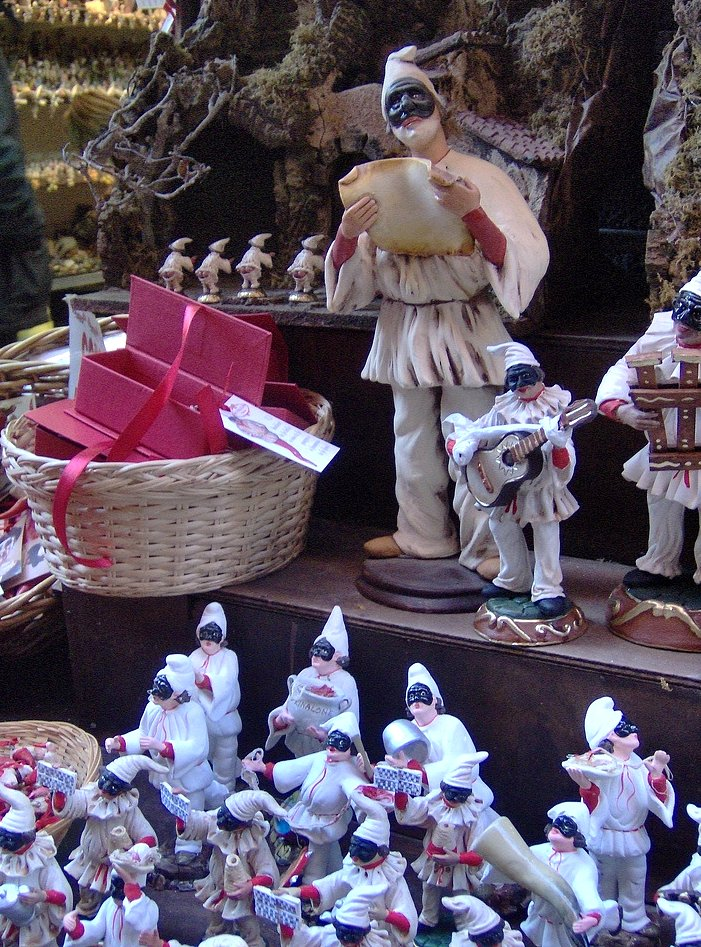
Estatuetes de Pulcinella, via san Gregorio Armeno

Situat sobre el golf de Nàpols i amb una superfície de 1.700 hectàrees, el centre històric de Nàpols conserva les marques de més de vint segles d'història: l'ocupació primer grega, després romana, fredericiana, angevina, catalanoaragonesa i borbònica.
Agrupa els barris d'Avvocata, Montecalvario, San Giuseppe, Porto, Pendino, Mercato, Chiaia, San Ferdinando, Stella (amb l'excepció de Capodimonte), San Carlo all'Sorra, San Lorenzo i Vicarìa.
És el centre històric més vast d'Europa i té la particularitat de conservar gairebé íntegrament la unitat i el disseny urbà original.
La ciutat té dos nuclis primitius: el primer és Pizzofalcone, on va nàixer la ciutat de Parténope, mentre que el segon és la zona de Decumanus, on va emergir Neapolis ('ciutat nova'). En aquest últim encara hi queden obeliscs, monestirs i claustres antics. També hi ha una trentena de museus (entre altres el Museu Arqueològic Nacional de Nàpols), ruïnes dels murs del recinte original del segle iv aC, catacumbes i ruïnes romanes i gregues, baixos relleus, frisos de monuments, i columnes medievals de palaus històrics.
El centre de Nàpols es caracteritza per les seues esglésies (més de 300), entre les quals destaquen San Gennaro, San Giorgio Maggiore i San Giovanni Maggiore, amb elements arquitectònics que es remunten fins als s. IV i V ae. Sota els reis angevins, l'urbanisme va ser influït per l'arquitectura gòtica, sobretot francesa, que s'afirma sobre els edificis religiosos com la nova seu, la basílica de San Lorenzo Maggiore, de Santa Clara, així com altres edificis seculars com el castel Capuano i el castel Nuovo. En l'època catalanoaragonesa, al s. XVI un gran nombre d'estructures, civils i religioses, es construïren o reconstruïren durant la fortificació de les muralles, com el palau Reial, i altres, esglésies del Gesù Nuovo, de San Paolo Maggiore, etc. El castel dell'Ovo, transformat en fortalesa pels normands al segle xii, pren la forma actual a la fi del s. XVII.
A més dels innombrables edificis històrics i obres artístiques, també n'és típica l'atmosfera sorollosa i animada, i l'olor de forn de llenya de les trattories ens recorda que ací va nàixer la pizza Marguerita, probablement una de les pizzes més conegudes del món. Per Nadal, una de les tradicions seculars és el mercat artesanal.
Un dels elements típics del centre històric és la panni stesi ('roba estesa'). S'hi pot trobar tot l'any i amb qualsevol oratge (sol, pluja o vent). Hi ha una expressió popular en napolità que diu «Dt. sti pann nun s'asciuttano maje? » («Però, aquesta roba no s'eixuga mai?»).

## Esdeveniments importants[2]
- El 17 de gener, durant la festa de San Antonio, els napolitans ajunten tots els enderrocs de fusta i formen fogueres als carrers i places.
- El dissabte que precedeix al primer diumenge de maig es realitza la tradicional festa de San Jenaro, que dona lloc a una gran processó d'estàtues i que culmina amb el miracle de la liqüefacció de la sang del sant. Durant la resta de l'any les estàtues es conserven al Duomo.
- Al juny, el castel Sant'Elmo rep durant una setmana el Napoli Film Festival, dedicat als joves talents del cinema napolità així com a llargmetratges i documentals internacionals.
- La celebració de la Madonna del Carmine té lloc el 16 de juliol i es perllonga durant una setmana. Les celebracions acaben amb el famós espectacle pirotècnic que envolta el campanar de l'església de la Madonna del Carmine, d'una alçada de 75 m (el més alt de la ciutat).
- Entre novembre i desembre, es desenvolupa el dinàmic i característic mercat dels sants de Nadal a la via San Gregorio Armeno i als carrers adjacents a l'església. En aquest mercat s'hi poden trobar figures per al pessebre.

## Protecció
La zona del centre històric es troba sota la jurisdicció del pla d'urbanisme del 31 de març de 1972. Tots els treballs efectuats en aquesta zona han de sotmetre's als òrgans de protecció del patrimoni nacional i regional segons les lleis 1.089 de l'1 de juny de 1939 i 47 del 28 de febrer de 1985. Amb la finalitat de conservar l'autenticitat del lloc, els materials de restauració com el marbre blanc, la tova groga i el piperno gris s'extrauen de les pedreres originàries, i es treballen de manera tradicional.

## Galeria d'imatges

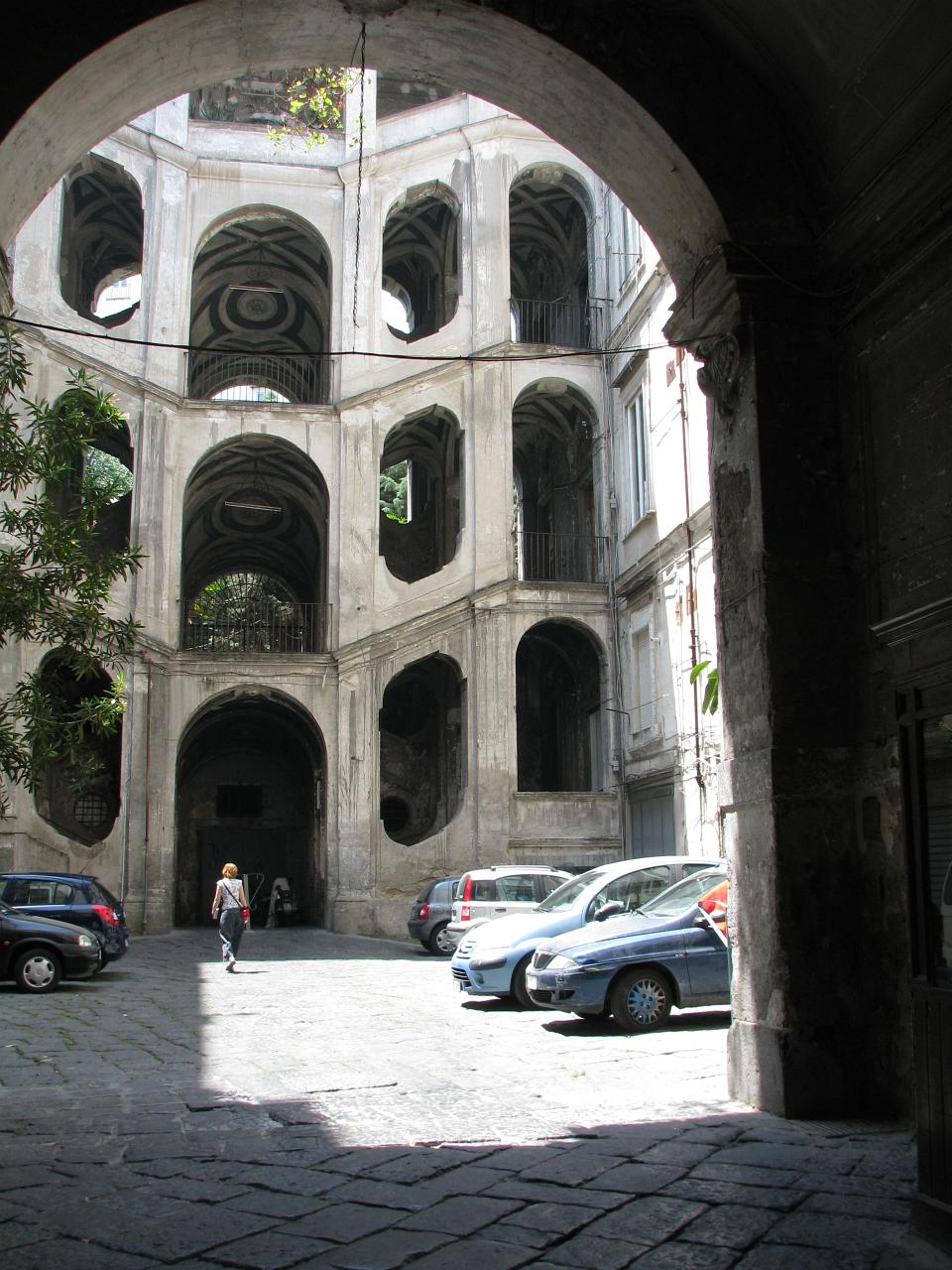
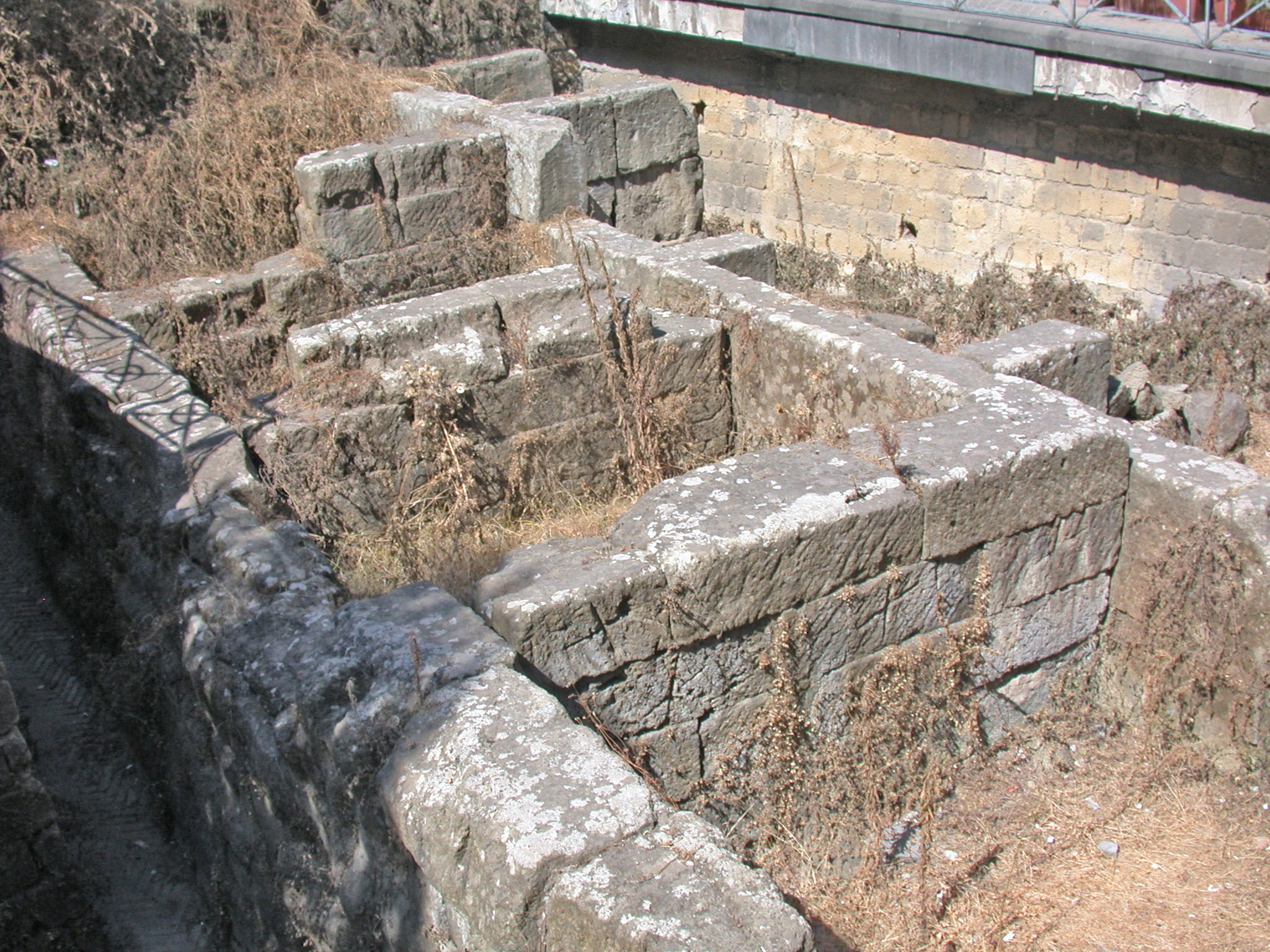
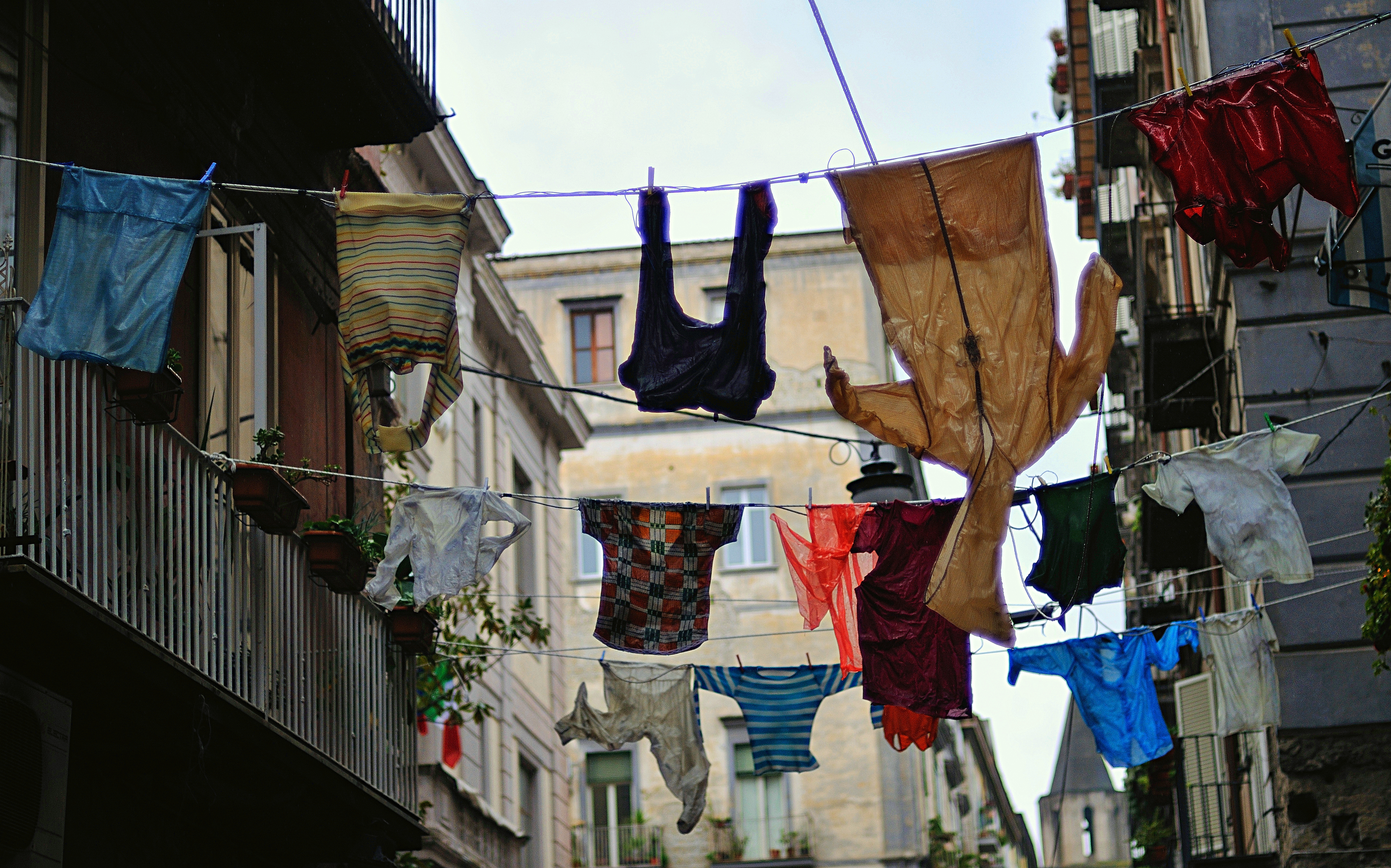
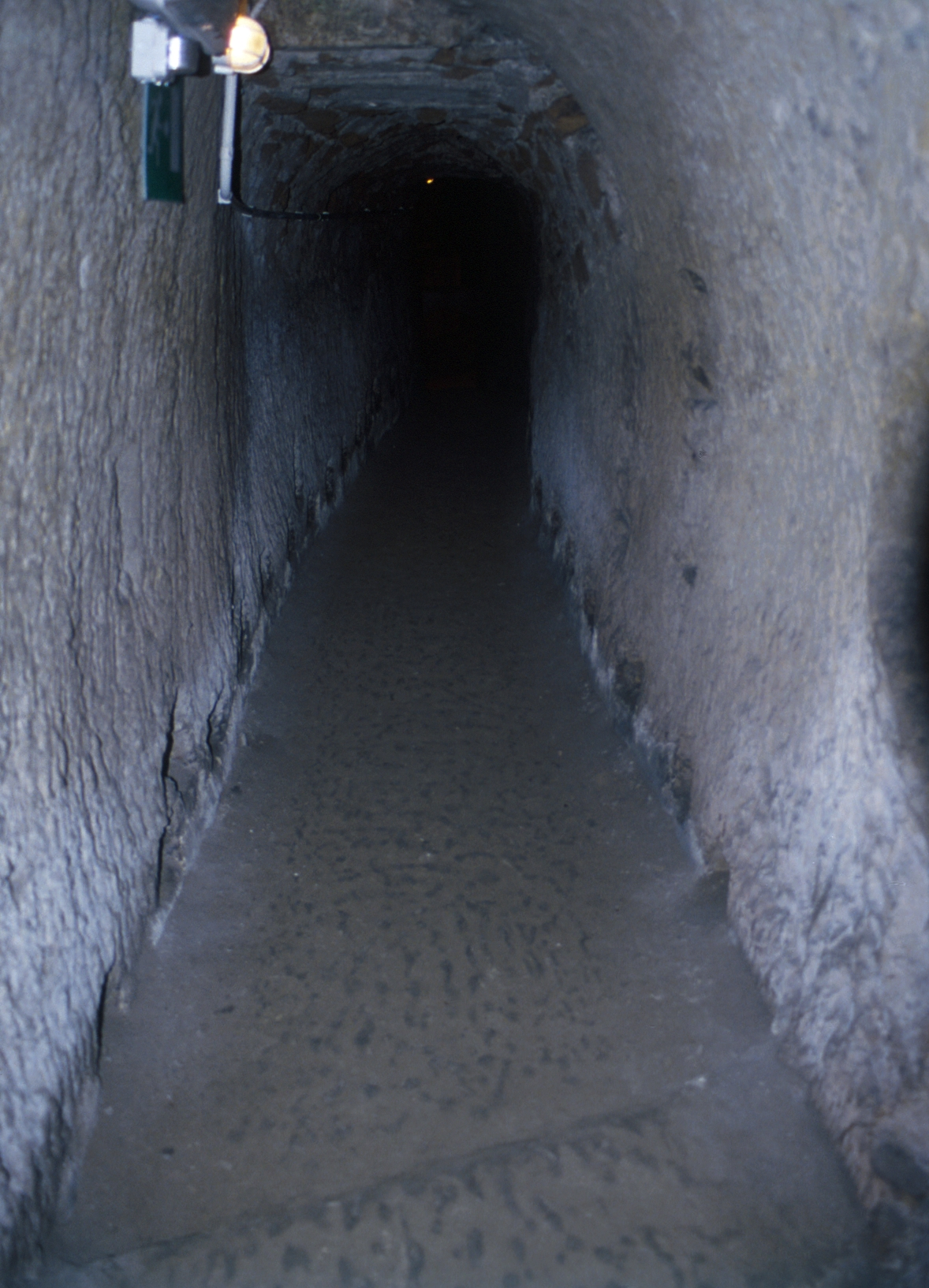
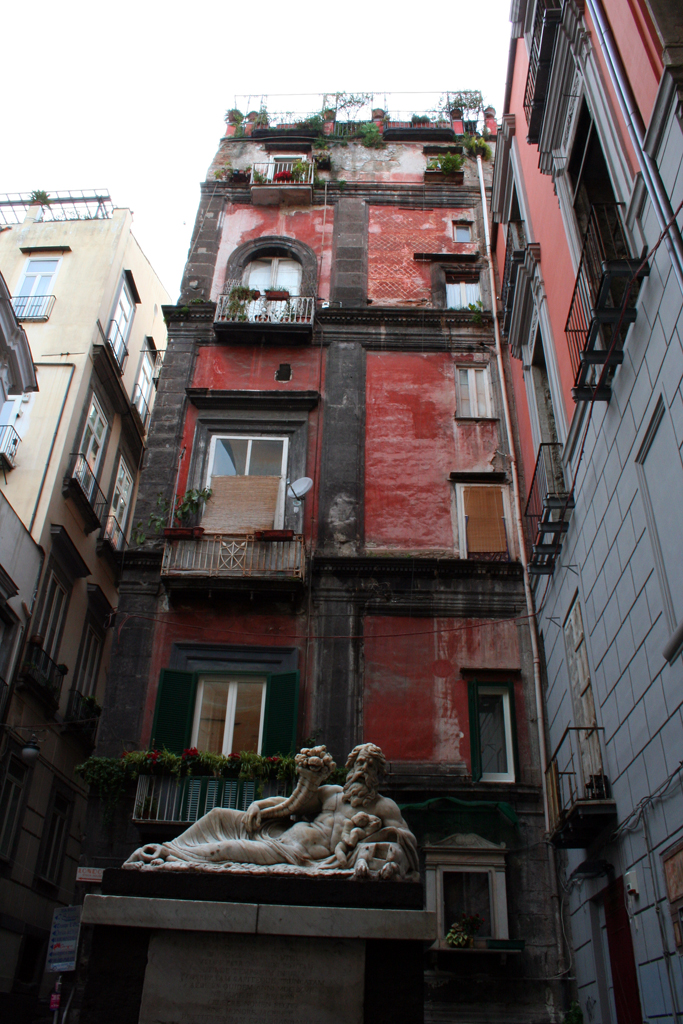
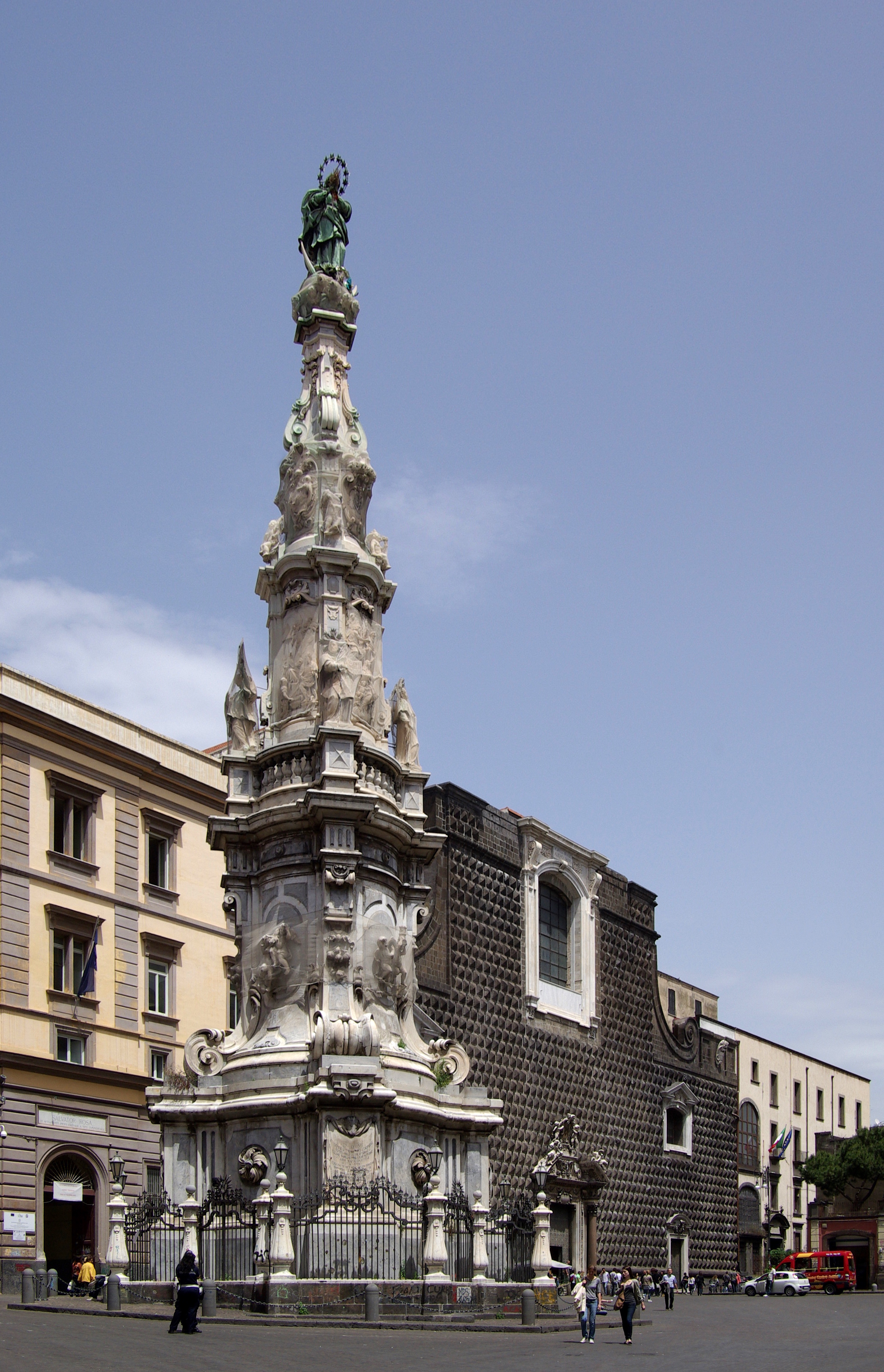
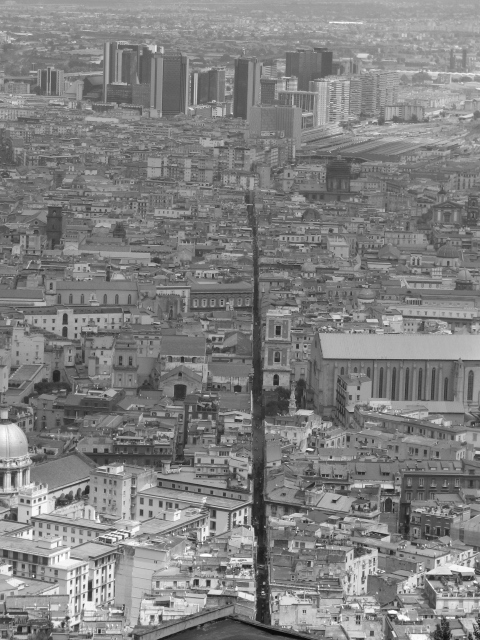
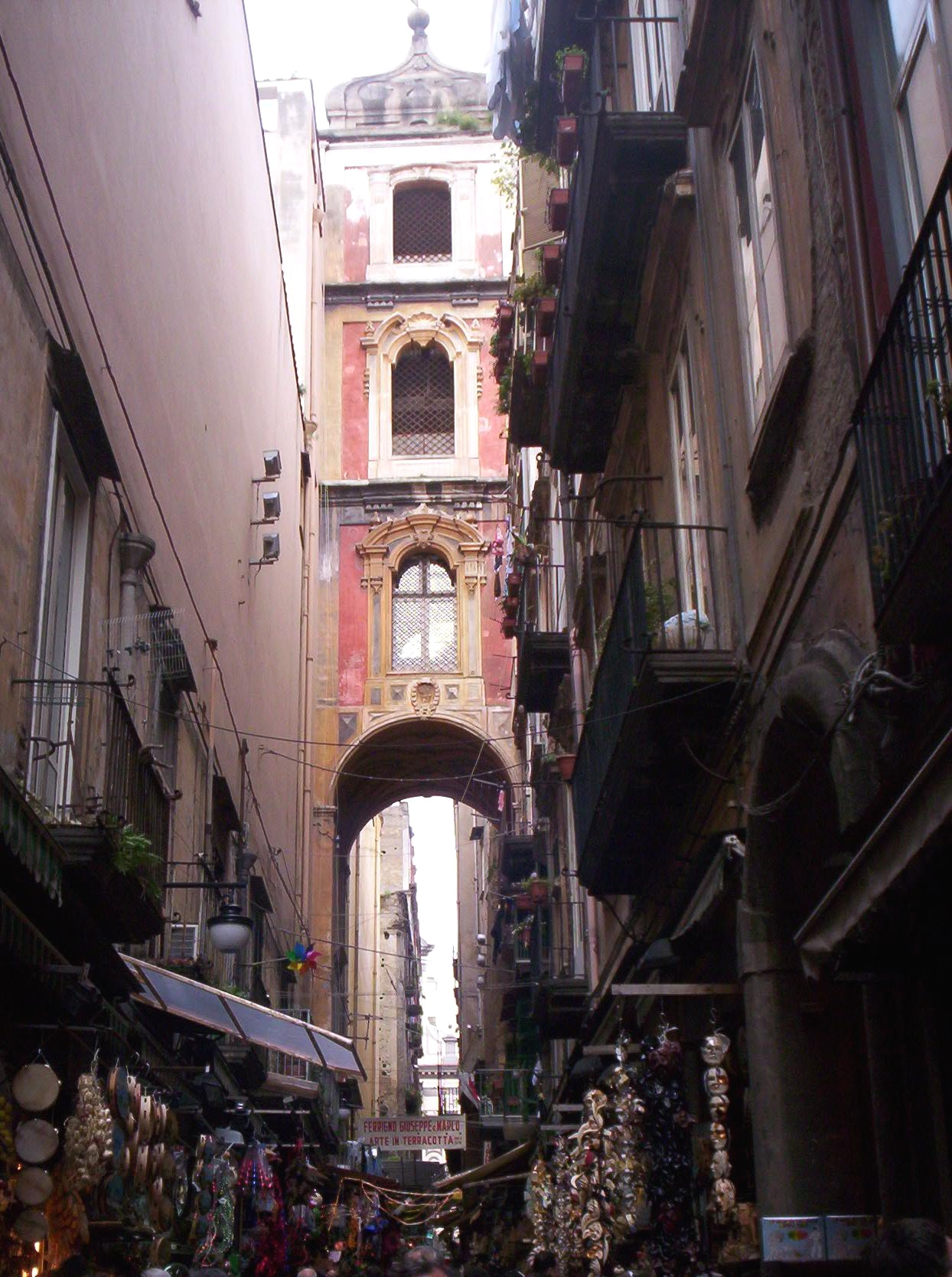
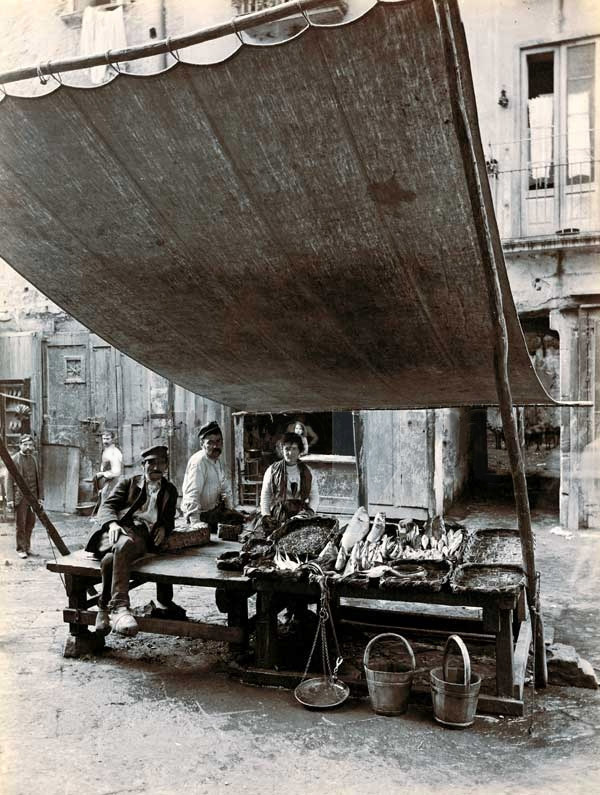